# Profesor Layton
El profesor Layton (レイトン教授 Reiton-kyōju?) es una serie de videojuegos del género puzzle y aventura para la gama de consolas Nintendo DS y Nintendo 3DS, así como para sistemas iOS y Android, creada por Level-5. La primera trilogía de juegos (formada por El profesor Layton y la villa misteriosa, El profesor Layton y la Caja de Pandora y El profesor Layton y el futuro perdido) cuenta tres aventuras del profesor Layton y Luke en las cuales investigan extraños misterios. La segunda trilogía (formada por El profesor Layton y la llamada del espectro, la película El profesor Layton y la diva eterna,   El profesor Layton y la máscara de los prodigios y El profesor Layton y el legado de los Ashalanti) son anteriores en el tiempo y cuentan cómo Layton y Luke se conocen y resuelven sus primeros casos, ayudados por Emmy, la asistente personal del profesor.
En cada juego hay que resolver un misterio hablando con los ciudadanos, explorando diferentes lugares de ciudades y resolviendo pruebas y acertijos que en el mundo del juego se llaman puzles. Cada juego consta de diversos puzles que el jugador deberá resolver y, aunque no es necesario resolver todos, algunos son obligatorios para que la historia continúe. Estos juegos han logrado vender más de diez millones de unidades en todo el mundo antes de octubre de 2010. Hasta marzo de 2012, la serie ha logrado vender 13 millones de unidades. En 2023 se confirmó que la franquicia había superado las 18 millones de unidades vendidas.
El 8 de febrero de 2023 se anunció a través de un Nintendo Direct un nuevo juego de la franquicia para Nintendo Switch, "El profesor Layton y el nuevo mundo a vapor", 5 años después del último juego que se lanzó de la saga, y protagonizado por Layton y Luke, tras más de 10 años desde el que originalmente iba a ser el último juego protagonizado por ellos.

## Historia
El profesor Layton surgió cuando el presidente de Level-5, Akihiro Hino, contactó con Akira Tago, creador de los “Head Gymnastics” (una serie de libros de puzles japoneses que han vendido más de 12 millones de copias hasta la fecha en Japón), y le convenció para llevar su obra a un producto electrónico como Nintendo DS. Para no seguir los pasos de juegos como Brain Training, decidieron crear una historia con puzles, y el resultado fue muy positivo.
El personaje principal en los juegos es el profesor Hershel Layton, un arqueólogo de renombre y un auténtico caballero, que se dedica a resolver varios misterios en diferentes lugares. El profesor Layton siempre está acompañado por su aprendiz Luke Triton, un muchacho alegre y curioso que aporta un toque de humor a la historia de Layton. En la primera trilogía les acompaña Flora, una joven un poco más mayor que Luke y que siempre está dispuesta a ayudar, aunque no la dejen. En la segunda trilogía, Emmy Altava, nombrada asistente personal del profesor por el decano de la universidad, aporta la intuición femenina y la fuerza al grupo.
De acuerdo con Hino, Layton está inspirado en parte por el personaje de Phoenix Wright, de la serie de videojuegos Ace Attorney, aunque mejorando los "puntos negativos" del carácter de Phoenix en la personalidad de Layton.

## Juegos
1. El profesor Layton y la villa misteriosa (レイトン教授と不思議な町?)[5] (Nintendo DS)
2. El profesor Layton y la caja de Pandora (レイトン教授と悪魔の箱?)[6] (Nintendo DS)
3. El profesor Layton y el futuro perdido (レイトン教授と最後の時間旅行?) (Nintendo DS)
4. El profesor Layton y la llamada del espectro (レイトン教授と魔神の笛?) (Nintendo DS)
5. El profesor Layton y la máscara de los prodigios (レイトン教授と奇跡の仮面?) (Nintendo 3DS)
6. El profesor Layton vs. Phoenix Wright: Ace Attorney (レイトン 教授 vs. 逆 転 裁判?) (Nintendo 3DS)
7. El profesor Layton y el legado de los Ashalanti (レイトン教授と超文明Aの遺産?) (Nintendo 3DS)
8. El misterioso viaje de Layton: Katrielle y la conspiración de los millonarios (レイトン ミステリージャーニー カトリーエイルと大富豪の陰謀?) (Nintendo 3DS) y (Nintendo Switch)

Se lanzó una "versión sencilla" de La villa misteriosa, en la que todos los puzles semanales se iban desbloqueando, que era más fácil que el juego original para aquellos a los que les resultaba complicado. También hubo un exclusivo japonés en la colección para Nintendo DS llamada "Level-5 Premium Silver / Gold", el cual incluyó una aventura exclusiva, El profesor Layton y las vacaciones en Londres (レイトン教授とロンドンの休日?), además de otro juego de Level-5, Inazuma Eleven. Las vacaciones en Londres incluye doce puzles del primer juego y una historia corta, ambientada en la oficina del profesor Layton en Londres, que sirve como prólogo de La caja de Pandora.
En 2012 se lanzó El profesor Layton vs. Phoenix Wright: Ace Attorney, un crossover entre El profesor Layton y Ace Attorney que fue desarrollado por Capcom y Level-5 para Nintendo 3DS. Es una combinación de los dos estilos de juego -la resolución de puzles y los juicios-. Shu Takumi, el escritor principal de los juegos de Ace Attorney, escribió el guion de este título.
En 2013 se lanzó un juego para iOS y Android llamado "Hermanos Layton: La habitación misteriosa", juego con el que Level-5 decidió llevar la saga a dispositivos móviles. Se puede descargar gratuitamente tanto en Google Play como en la App Store.
| 2007 – |  | – El profesor Layton y la villa misteriosa – El profesor Layton y la caja de Pandora |
| 2008 – |  | – El profesor Layton y el futuro perdido                                             |
| 2009 – |  | – El profesor Layton y la llamada del espectro                                       |
| 2010 – |  | – El profesor Layton y la Diva Eterna                                                |
| 2011 – |  | – El profesor Layton y la máscara de los prodigios                                   |
| 2012 – |  | – El profesor Layton vs. Phoenix Wright: Ace Attorney                                |
| 2013 – |  | – El profesor Layton y el legado de los ashalanti                                    |
| 2017 – |  | – El misterioso viaje de Layton: Katrielle y la conspiración de los millonarios      |

## Escenarios y personajes
El juego tiene lugar en el Londres contemporáneo y sus alrededores. El personaje principal es Hershel Layton, un profesor de arqueología de la ficticia Universidad de Gressenheller, el cual siempre lleva un sombrero de copa. Se considera un perfecto caballero y le gusta el té y la resolución de puzles. A menudo es acompañado por su aprendiz, el joven Luke Triton, que tiene la extraña habilidad de hablar con los animales y también es un experto en resolver enigmas.
Tras los acontecimientos de La villa misteriosa, Flora Reinhold se incorpora al grupo; esta ayuda a Layton a atender su oficina de la universidad y también le acompaña en sus aventuras. Layton se encuentra a menudo con el jefe de policía de Scotland Yard, el inspector Chelmey, y con el maestro del disfraz Don Paolo (alias Paul), el cual es experto en inventos y dice ser el archienemigo de Layton. Durante la segunda trilogía, cronológicamente anterior a la trilogía original, la asistente de Layton, Emmy Altava, se une al grupo. Y también aparece Jean Descole, un gran científico y enemigo de Layton, que aparece por primera vez en "La llamada del espectro".

### Trama
Los juegos y otros medios de la serie "El profesor Layton" no tienen ninguna estructura global o una conexión directa entre sí, pero siguen un orden cronológico a través de la aparición de personajes que conocen de trabajos anteriores.

### Primera trilogía
Los 3 primeros juegos de la trilogía original se refieren a casos aparte sin relación alguna, que el profesor tiene que resolver con su ayudante Luke.

#### La villa misteriosa
Primer juego de la serie, lanzado para Nintendo DS en 2007 en Japón y para el resto de países durante el año 2008. El profesor Layton y su joven aprendiz Luke viajan a la villa de Saint-Mystère para investigar el testamento del difunto barón Augustus Reinhold, donde afirma que quien encuentre la llamada Manzana Dorada tendrá derecho a toda su fortuna. Al llegar, ambos descubren que la extraña villa tiene muchos más secretos de los que esperaban, que irán resolviendo a medida que avanza la historia; un total de 138 puzles para descubrir la verdad sobre Saint-Mystère.

#### La caja de Pandora
Segundo juego de la serie, lanzado para la Nintendo DS en Japón en 2007 y para el resto del mundo durante el año 2009. El profesor y Luke reciben una carta del mentor de Layton, el Dr. Andrew Schrader, en la que explica que ha encontrado la caja Elísea, una caja que se rumorea que mata a cualquiera que intente abrirla. Al entrar en su apartamento, se encuentran con el Dr. Schrader tirado en el suelo y la caja desaparecida. La única pista que dejó fue un billete de tren de clase alta, en el Molentary Express, sin mencionar el destino. Así, Layton y Luke inician una investigación para encontrar la caja de Pandora, que les llevará a un pueblo rural y a una ciudad fantasma. Durante la búsqueda, se encuentran con un total de 153 puzles.

#### El futuro perdido
Tercer juego de la serie, lanzado para la Nintendo DS en Japón en 2008 y para el resto de países en el año 2010. Comienza cuando Luke recibe una carta supuestamente enviada por él mismo, dentro de diez años, tan sólo una semana después del accidente de la demostración de la máquina del tiempo, en la que el Dr. Stahngun y el primer ministro, Bill Hawks, desaparecieron. La carta les lleva hasta la relojería de Midland Road. Inesperadamente, tras salir de ella se encuentran con un Londres muy cambiado: han viajado diez años en el futuro. En sus esfuerzos por encontrar la verdad sobre este nuevo Londres, se ven obligados a seguir las instrucciones de Luke del futuro y a cooperar con él para acabar con el malvado Layton del futuro, a la vez que resuelven 168 nuevos puzles. En este juego, Layton deberá enfrentarse a su pasado con inesperadas consecuencias...

### Segunda trilogía
Esta trilogía transcurre con anterioridad a la primera, es decir, es la primera cronológicamente.
Los juegos de esta trilogía están relacionados, ya que en los tres el villano Jean Descole busca las antiguas reliquias de un legado extinto, pero más avanzado que el actual: el legado ashalanti.

#### La llamada del espectro
Cuarto juego de la serie, lanzado para Nintendo DS en Japón el 26 de noviembre de 2009, en Norteamérica el 17 de octubre de 2011 y en Europa el 25 de noviembre de 2011. Es conocido también como Professor Layton and the Last Specter (en español El profesor Layton y el último espectro). Es, cronológicamente, el primer juego de la serie. Layton acude, junto a su nueva asistente, Emmy Altava, al misterioso y oscuro pueblo llamado Misthallery, caracterizado por su abundante niebla, tras una carta de su amigo Clark Triton donde le pide ayuda: cada noche suena una flauta y un gran gigante aparece en el pueblo, destrozando todo a su paso y aterrorizando a sus habitantes. Tras llegar al pueblo, Layton descubre que en realidad ha sido Luke, el hijo de Clark, quien le ha llamado. Juntos investigarán al espectro que está causando estragos en el pueblo, al mismo tiempo que resuelven 170 puzles. El juego también incluye un juego de rol llamado London Life, que fue codesarrollado por Brownie Brown, aunque este extra no se incluye en la versión europea.

#### La máscara de los Prodigios
Quinto juego de la serie, lanzado como título de lanzamiento para la Nintendo 3DS el 26 de febrero de 2011 en Japón, el 28 de octubre de 2012 en América y a finales de 2012 en Europa y Australia. El profesor, junto a Luke y Emmy, viaja a Montedore tras la carta de Angela, una amiga de su pasado, que le pide ayuda para resolver el misterio de "El Caballero Enmascarado", una persona misteriosa que está utilizando un antiguo artilugio, la máscara del caos, para realizar prodigios de todo tipo, como convertir a la gente en piedra, y así desatar el miedo y el caos en la ciudad. Al mismo tiempo, Layton se ve obligado a recordar su pasado para poder descubrir el secreto de la máscara. Level-5 desarrolló durante un año puzles diarios, que estuvieron disponibles para descargar a través de Nintendo Wi-Fi. En Japón se lanzó una versión extendida, La Máscara de los Prodigios +, con escenas animadas exclusivas, pero no salió de allí.

#### El legado de los Ashalanti
Sexto y último juego de la serie lanzado para Nintendo 3DS en Japón el 28 de febrero de 2013, en Norteamérica el 28 de febrero de 2014 y en Europa el 8 de noviembre de 2013. Level-5 anunció que tendría lugar después de La máscara de los prodigios. En la presentación de Nintendo Direct del 29 de agosto de 2012, se reveló el título, y de acuerdo con el CEO de Level-5, Akihiro Hino, sería el último título protagonizado por Layton. En él, Layton, Luke y Emmy acuden a la llamada del reputado profesor Sycamor, que afirma haber encontrado una momia viviente. Tras descubrir que es cierto, el grupo decide investigar el misterio, relacionado con el antiguo legado ashalanti. Sin embargo, la investigación se convierte en una carrera contrarreloj entre Layton, Descole y Bronev, el misterioso líder de la organización criminal Targent, para ver quien encuentra antes el legado ashalanti. Durante el transcurso de la historia, se revela el pasado de Layton, sus orígenes y su familia.

### Otros juegos

#### El profesor Layton y la mansión del espejo de la muerte
Videojuego para teléfonos i-mode lanzado exclusivamente en Japón. La historia sigue a Layton y Luke cuando son invitados a una mansión para poder ver con sus propios ojos el "espejo de la muerte", con el que se dice que es posible hablar con gente que ha fallecido. El juego fue lanzado originalmente el 29 de octubre de 2008.

#### Layton Brothers: Mystery Room
Videojuego para iOS y Android, llamado Layton Brothers: Mystery Room (レイトン ブラザーズ · ミステリー ルーム Reiton Burazāzu Misuterī Rumu?). Está protagonizado por la investigadora novata Lucy Baker, quien trabaja con el genio investigador Alfendi Layton, hijo de Hershel Layton, en la unidad de investigación de Scotland Yard. Fue lanzado el 21 de septiembre de 2012 en Japón y el 27 de junio de 2013 en Europa y América.

#### El profesor Layton vs. Phoenix Wright: Ace Attorney
Anunciado el 19 de octubre de 2010 en el evento anual de Level-5, este juego es un proyecto cooperativo entre Level-5 y Capcom, y un crossover entre las series El profesor Layton y Ace Attorney. En él, el profesor Layton, Luke, Phoenix Wright y Maya Fey viajan hasta una ciudad medieval conocida como Labirynthia, donde es habitual celebrar juicios por brujería. Este mundo es controlado por un hombre llamado El Narrador, que puede hacer que todo lo que escribe se convierta en realidad. Cuando una chica llamada Aria es acusada de ser una bruja, Layton y Phoenix unen sus fuerzas para demostrar su inocencia; mientras Layton y Luke investigan los misterios de la ciudad, Phoenix y Maya se enfrentan al fiscal Flamair en los juicios. Fue lanzado en Japón el 29 de noviembre de 2012, mientras que en Europa y América el 28 de marzo de 2014.

#### El misterioso viaje de Layton: Katrielle y la conspiración de los millonarios
Katrielle Layton es la nueva protagonista y la hija del Profesor Layton, junto a un perro parlante llamado Sherl y su ayudante llamado Howerd, que está perdidamente enamorado de ella. Tras abrir la Agencia de detectives Layton, Katrielle comienza a resolver misterios por todo Londres. A diferencia de los otros juegos de Layton, este nuevo juego se desarrolla en 12 casos independientes entre ellos. Al mismo tiempo, Katrielle investiga el paradero de Layton, que desapareció misteriosamente cuando ella era pequeña. Fue lanzado en Japón para 3DS, iOS y Android y de forma mundial para iOS y Android el 20 de julio de 2017, y el 6 de octubre de 2017 en 3DS para el resto del mundo.

### Futuros juegos
Un juego, titulado Layton 7 (レイトン セブン Reiton Sebun?), fue anunciado para iOS, Android y Nintendo 3DS, luciendo un estilo bastante diferente del de sus predecesores. Tiempo después, el juego se confirmó solo para iOS y Android. Su temática iba a ser la de un juego de cartas, totalmente diferente a lo visto hasta ahora. Finalmente este proyecto fue desechado y reemplazado por "El misterioso viaje de Layton: Katrielle y la conspiración de los millionarios".
En 2011, el director ejecutivo de Level-5, Akihiro Hino, expresó su interés en llevar la serie a Wii U. Aunque años después, con la salida al mercado de Switch y la Wii U descatalogada, esto quedó descartado.
El 8 de febrero de 2023, Level-5 anunció una nueva entrega para la saga principal. El juego será titulado "El Profesor Layton y el Nuevo Mundo a Vapor", tendrá lugar en la ciudad Steam Bison (América) y cronológicamente nos situamos un año después de los acontecimientos de "El Profesor Layton y el Futuro Perdido". Los Puzles correrán a cargo QuizKnock.

### Película

#### La Diva Eterna
La primera película basada en los juegos de Layton fue estrenada en Japón en 2009. Cronológicamente, los sucesos de la historia tienen lugar después de La llamada del espectro, sin embargo la historia es contada como un flashback en algún momento entre La caja de Pandora y El futuro perdido (los acontecimientos de la historia del flashback se llevaron a cabo tres años antes). Layton y Luke reciben una carta de Janice Quatlane, una antigua estudiante del profesor, que ahora tiene éxito como cantante de ópera. Resulta que una de sus amigas, Melina, que había muerto hace un año, ha regresado en el cuerpo de una niña de siete años, afirmando que ha obtenido la vida eterna. Durante la investigación, Layton, Luke y Janice quedan atrapados en un barco, el Crown Petone, y se ven obligados a resolver los puzles de Descole para poder resolver este misterio, que está relacionado con la ciudad perdida de Ambrosia. Mientras tanto, Emmy investiga las misteriosas desapariciones de niños por todo Londres. En esta película muchos de los personajes de los juegos hacen un cameo, y en total se resuelven cuatro puzles.

## Otros medios

### Manga
Un manga destinado al público infantil se empezó a publicar desde febrero de 2008 en la edición especial de Corocoro Comic Bessatsu, una revista de manga japonesa bimestral. El título de este manga es El Profesor Layton y el Misterio Alegre (レイトン教授とユカイな事件 Reiton-kyoju to Yukai na Jiken?), y está escrito por Sakura Naoki. La serie está narrada por Luke y recoge historias cortas de humor sobre el profesor Layton, Luke, Flora y su archienemigo Don Paolo.
El 1 de marzo de 2014 se publicó el último de los cuatro volúmenes que conforman esta serie, licenciada en España por Norma Editorial.
Al igual que en los juegos, el manga contiene varios puzles que es necesario resolver para avanzar en la historia.

### Novelas
También se han publicado tres novelas basadas en la serie El profesor Layton, aunque solo están disponibles en Japón. Son El profesor Layton y el castillo errante que se publicó en 2008, El profesor Layton y la deidad fantasma en 2009, y El profesor Layton y el bosque ilusorio en 2010.

### Anime
Un anime de televisión basado en el videojuego El misterioso viaje de Layton: Katrielle y la conspiración de los millonarios y titulado Layton Mystery Tanteisha: Katori no Nazotoki File, inició su emisión en Japón el 8 de abril de 2018 y finalizó el 31 de marzo de 2019. Está dirigido por Susumu Mitsunaka, con la dirección creativa de Akihiro Hino y el diseño de los personajes de Yoko Takada. La animación está a cargo del estudio Liden Films y consta de 50 episodios. Aparte de los episodios de Katrielle, hay seis episodios especiales que conforman el arco de las Piedras Reliquia, donde se explica la desaparición del profesor Layton y Luke y se narra la investigación de Katrielle para encontrarlos.

## Banda sonora
Tomohito Nishiura es el compositor de la música de la saga de El Profesor Layton. En El Profesor Layton y la Villa Misteriosa desarrolló un sonido misterioso y caprichoso para la serie definido por el tema principal de acordeón led. Posteriormente, oscureció y enriqueció la fórmula con la música de su secuela, El profesor Layton y la Caja de Pandora y ofreció un final rico con la música de El Profesor Layton y el Futuro Perdido, al igual que en El Profesor Layton y la Llamada del Espectro, El Profesor Layton y la Máscara de los Prodigios y El Profesor Layton y el Legado de los Ashalanti.
Para la banda sonora de los últimos lanzamientos de la serie también hizo versiones remasterizadas de varios temas y supervisó las versiones orquestadas de Norihito Sumitomo realizadas con piano, instrumentos de cuerda y acordeón.